# Драгутин Фуруновић
Др Драгутин Фуруновић (рођен је 4. октобра 1935. године у Нишу а преминуо 2009. године у Београду) је био српски књижевник.

## Младост
Своје рано детињство и младост провео је у Горњој Топлици код Ниша где су му родитељи били запослени. После завршене Учитељске школе у Алексинцу (1953) те Више педагошке школе у Нишу (1955),
дипломирао је 1957. године на Филозофском факултету у Скопљу на групи за историју књижевности југословенских народа.

## Стваралаштво
У Београду је завршио постдипломске студије (1973) а потом на истом, Филолошком факултету одбранио докторску дисертацију ("Књижевно дело Густава Крклеца") 1984. године. Студирао је на Високој школи политичких наука. Од 1961. године ради као професор у Графичкој школи у Београду, а једно време био је руководилац Графичке техничке школе (1971-1975) и директор Графичке школе (1991-1993). На Вишој школи ликовних и примењених уметности у Београду предавао је Културу говора. Пише кижевне критике, есеје, фејтоне, рецензију и приказе,
а бави се проучавањем и осветљавањем баштине типографа света и наше земље.
Досад је објавио већи број чланака, приказа, есеја, критика, фељтона и др. у "Политици", "Борби", "Вечерњим новостима", "Фронту", "Војноисторијском гласнику", те у "Расковнику", "Мостовима", "Венцу", "Обележјима", "Књижевности", у "Графичком раду", "Штампи и папиру", "Школском графичару", "Графоимплексу", "Јединству", "Београдском школству" и другде. Написао је два уџбеника за полазнике В степена графичке струке за предмет "Култура штампе" који је он осмислио. У Графичкој школи је дуги низ година уређивао "Школски графичар", а потом, у истој школи, покренуо едицију "Мала школска библиотека" 
у којој је досад изишло десетак књига. Све те књиге он је уредио и за исте написао надахнуте предговоре. Године 1986. објавио је књижевно-критичку монографију "Цесте Густава Крклеца", а од 1991. дело "Књижевна критика о песнику Густаву Крклецу" и "Преписка Густава Крклеца". У припреми за штампу су следећа његова дела: "Књижевно дело Густава Крклеца", "Типографска читанка", Историја и естетика књиге", "Типографски великани" и још нека друге.

## Цитат
У Енциклопедији штампарства написао је:
"Мојим најдражим: Саши, Марији, Надежди и Угљеши, њиховој племенитој љубави
Увидевши да све је на овом свету пролазно и сковано од завера, домислих да саставим овакву једну књигу, мој скромни допринос покољењима на дар. Године тешке су ми за то биле потребне, године пуне пријатеља али, изгледа, и много непријатеља који говораху: "Онај ко је бржи, губи". Пошто су непријатељи моји умрли одавно и у мом сну, одневши памћење са собом, остаје ми да се окренем пријатељима, онима који помагаху и који помогоше, са више или мање знања и воље, да књига ова угледа светлост дана. Они су сведоци моје моћи, али и моје немоћи, оне молитве немоћи која прати све мученике храњене ватром духа, па и мене, мене, рањивог од свакојаке варке што живот испреда, говорећи: "На срећу све истине су погрешне". Сви моји пријатељи, помогачи, су ту, на дохват руке, урезани дубоко у моје памћење, сада и у редове ове књиге, улепшаване њиховом помоћи. Чувам своју мисао захвалности, гласно изговарајући њихова имена. Благоразумије очекујем и од оних који, без злих намера, беспомоћношћу памћења свог заборавих да истакнем. И њима и свима осталим христољубиво и отачаствољубиво поручујем: Оња ко хоће прелистати, прочитати или користити књигу ову, молим да буде милостив и да ме не куне због немоћи ума мојега и другог недостатка што исказах у њој. Подложан свему човечанскоме, од Бога и људи добријех милости иштем, ја, обични, грешни и духом клонули у овом невољним временима Великог Зла и свакојаких оскудица Драгутин Фуруновић, ћији мото живота одвек беше: "Ступи степеницу више и нађи себи пријатеља". Зиме Господње 1993. када не беше ни папира ни осталога - за књигу ову, муком и знојем храњену.
Неколико година касније мрак је вејао на све стране, а пси, као и раније: најпре уједали па онда лајали. Дјаволски хаос и помрачина мржње. Гозба поражених, а сви беху поражени, и ода злима. Непотребни крвави рат је одјездио да се неком другом приликом поново јави. Срећа силазак, са мучним успоном у надању, да се умање муке и болови. Да ми умање болове и муке шаљу ми ноћи у којима морам да сањам. И ја сањам: како се пењем, болестан од радости, небеским лествицама, старији за више од једног века. И како ме књига ова, исписана на властитој кожи, пратећи ме у стопу, кори, говорећи:
"Боловао си од необичне болести: реч ти беше бржа од чутања!"
Да је умилостивим рекох: "Разлика између два човека, који себе сматрају пријатељима, може бити много већа него између пријатеља и непријатеља". "Све је на свету загонетка. Страшно много тајни има. Сувише много загонетки угњетавају на Земљи човека! Широк је човек - сувише широк - ја бих га сузио", рече ми она, позивајући се на мисао Достојевског, а одобравајући моју. Мрак је за то време и даље вејао на све стране, иако је од овог записа протекао читав један век. Шејтанска посла!, гласно рекох, а онда, будићи да (не)бејах у милости слова на кожи својој исписана,
истргох парче коже на оном делу, на коме се, као на пергаменту, јасно разазнавала реченица
(коју ће ми украсти јеванђелисти Матеј, Марко, Лука и Јован):
"Јер, ко мене воли" - рече Господ - "и ја ћу њега заволети".
Она ме и сада прати, а пратиће ме, знам, и до издиханија мојега. Лета Господњег 1996. када већ беше папира и другог (сем динара код мене), али не и довољно искрених и правих пријатеља" Драгутин Фуруновић.